# Partido del Frente Nacional
El Partido del Frente Nacional (PFN; en árabe: حزب الجبهة الوطنية‎, Hizb Al-Jabha Al-Wataniyya) es un partido político en Libia, formado en mayo de 2012. Es el sucesor del Frente Nacional para la Salvación Libia, un movimiento de resistencia opositor anti-Gaddafi fundado en 1981. Su ideología es considerada liberal y progresista, y como lo describe el escritor George Grant del Libya Herald "probablemente el  partido con mayor inclinación liberal en el Congreso".
El PFN sostiene 3 escaños en el Congreso General Nacional (CGN), convirtiéndole en el tercer partido en número de escaños. Su líder Mohamed el-Magariaf sirvió como Presidente del CGN desde el 9 de agosto de 2012 hasta el 28 de mayo de 2013.

## Liderazgo
El partido tiene un "Alto Comité de Dirección" consistente en 16 miembros, encabezado por el presidente del partido.
En el primer congreso del partido, celebrado en Bengasi, el anterior líder del FNSL Mohammed Magariaf fue elegido presidente del partido.
El 9 de agosto de 2012, Margariaf dimitió como líder del partido, después de ser elegido Presidente del Congreso General Nacional, convirtiéndose en jefe de Estado provisional. Mohamed Ali Darrat lo relevó como presidente en funciones del PFN hasta que Mohamed Ali Abdallah fue elegido cabeza del partido.

## Historia
El 9 de mayo de 2012, el Frente Nacional para la Salvación Libia (FNSL) fue trasnformado en un partido político, nombrado Partido del Frente Nacional (PFN).
En la elecciones al Congreso libio de 2012 el PFN propuso 45 candidatos, incluyendo 22 mujeres. Recibió el 4,08% del voto popular y ganó 3 de los 80 escaños previstos para los partidos listados. Varios de los 120 diputados independientes del CGN también están afiliados con el partido.

## Ideología
El PFN se posiciona a sí mismo como partido progresista liberal que promueve el pluralismo y la democracia. Se centra en el desarrollo económico, la seguridad, el derecho de las mujeres, y el bienestar de los veteranos de la guerra civil libia y sus familias. Adopta una línea dura con las antiguas figuras del gobierno de Gaddafi y declara que el enjuiciamiento en un tribunal de estos es un prerrequisito para la reconciliación nacional. Es favorable a un cierto grado de descentralización, pero rechaza el federalismo. Observa el islam como una pauta general en los asuntos de Estado, pero no menciona la implementación de la sharia como ley islámica.